# Kazimierz Zbigniew Łoński

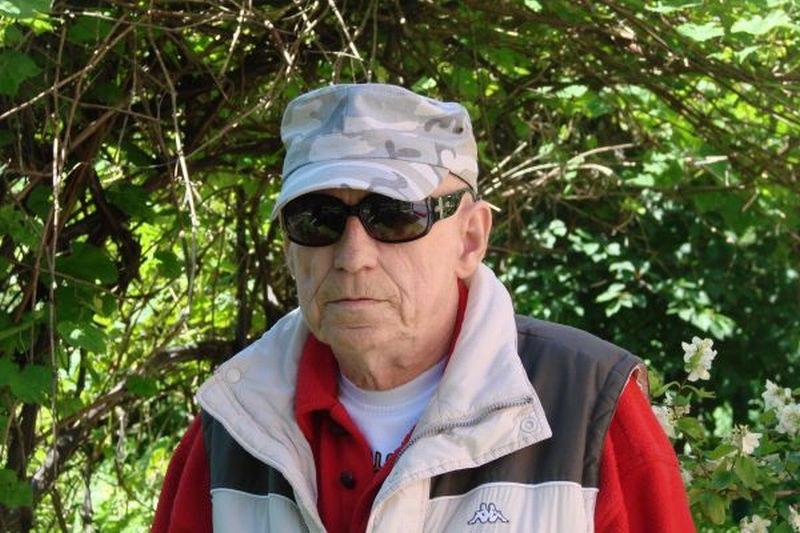

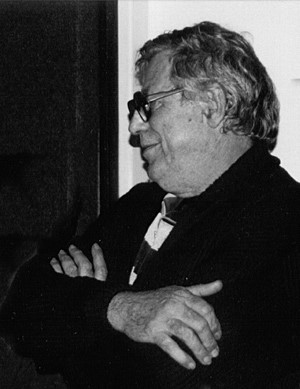
Kazimierz Zbigniew Łoński w Widzewskiej Galerii Ekslibrisu w Łodzi

Kazimierz Zbigniew Łoński (ur. 17 stycznia 1940 w Zamościu, zm. 21 maja 2011 tamże) – artysta plastyk, twórca ponad 5 tysięcy ekslibrisów i grafik.

## Praca zawodowa
Profesjonalne wykształcenie plastyczne zdobył kończąc w 1959 Państwowe Liceum Sztuk Plastycznych w Jarosławiu. Ponad 35 lat przepracował jako dekorator oraz nauczyciel w Zespole Szkół Budowlanych w Zamościu, będąc już emerytem nauczał w Policealnym Studium Zawodowym.
Malował, wykonywał drzeworyty, ale głównie linoryty, w tym ekslibrisy i grafiki pokazujące zabytkową architekturę wielu miast, w tym głównie Zamościa i Łodzi.

## Twórczość artystyczna
Pierwszy drzeworyt wykonał w 1957. Brał udział w ponad 100 wystawach i konkursach, zdobywając nagrody, po raz pierwszy w 1964, następnie I miejsce w Wojewódzkiej Wystawie Plastycznej w 1968 w Lublinie, potem dyplom i nagrodę za udział w konkursie plastycznym w Lublinie w grudniu 1971 w WDK.
Pierwszy ekslibris wykonał w 1959. Dopiero od początku lat 80. XX w. zaczął miewać pierwsze indywidualne i zbiorowe wystawy ekslibrisu i grafiki: w Galerii „Pod Akacją” i w Filharmonii w Lublinie, wystawę grafiki w KMPiK w Zamościu. Brał czasem udział w wystawach i konkursach na ekslibris pokazujący architekturę zabytkową. W latach 1989–2005 odniósł szereg sukcesów w konkursach organizowanych przez krakowski ośrodek ekslibrisowy prowadzony przez Andrzeja Znamirowskiego w Domu Kultury „Podgórze”, ale również w konkursach i wystawach organizowanych w Grudziądzu przez Henryka Stopikowskiego, także w konkursach organizowanych przez inne ośrodki ekslibrisowe, czy biblioteki w kraju. Ostatnie laury: w 2005 I nagroda w konkursie na ekslibris Kościoła Pokoju w Świdnicy i w 2006 nagroda w konkursie na Litwie.
Miał też indywidualne wystawy w Łucku na Ukrainie, w Warszawie (w Warszawskiej Galerii Ekslibrisu), Krakowie – Galeria Ekslibrisu Domu Kultury „Podgórze”, rodzinnym Zamościu i innych miastach, a także kilka wystaw w Łodzi m.in. w Klubie Nauczyciela, Towarzystwie Opieki nad Zabytkami i Widzewskiej Galerii Ekslibrisu.
Linorytniczych ekslibrisów wykonał ponad 5000.

## Odznaczenia
- Srebrny Krzyż Zasługi RP
- Złotą Odznaka Za Opiekę nad Zabytkami

## Opinie
Na jednej z wystaw przed laty w Zamościu w Zamojskim Domu Kultury Kazimierz Zbigniew Łoński prezentował swoje grafiki głównie z widokami i architekturą Zamościa. W katalogu tamtej wystawy jej organizator, Stanisław Rudy tak pisał: Biegłość Kazimierza Zbigniewa Łońskiego w posługiwaniu się techniką linorytu możecie Państwo ocenić dziś sami oglądając jego grafiki, na których z kontrastowych połączeń czerni i bieli, kreski i plamy wyłaniają się znajome zapewne budowle, domy, ulice, a nawet detale architektoniczne. Tematem większości tych prac jest bowiem architektura Zamościa. Do przywiązania do rodzinnego miasta Kazimierz Łoński przyznaje się w swojej sztuce otwarcie... Popatrzmy więc i my na zakątki Zamościa, tym razem okiem artysty.
Od tamtego czasu Łoński wykonał dużą liczbę linorytów w dużym formacie przedstawiających zabytki Łodzi i ekslibrisów pokazujących też w całej okazałości interesujące obiekty zabytkowe Łodzi, ale także ich detale (łącznie wszystkich dużych linorytów wykonał ponad 550, łódzkich prawie 60).
Bowiem łódzkie motywy architektoniczne na ekslibrisach Kazimierza Zbigniewa Łońskiego prezentują się doskonale, a stworzył ponad 250 takich ekslibrisów. Ekslibrisów w których oprócz sakramentalnych słów „Ex libris Wiesława Kaczmarka” jest rysunek, o wyraźnym i rozpoznawalnym przez wszystkich łodzian motywie łódzkiej architektury zabytkowej. Tak, architektury zabytkowej, bowiem wbrew niekiedy jeszcze pokutującym nawet wśród łodzian poglądom mamy w Łodzi zabytki i to niezwykle cenne, szczególnie te z epoki przemysłowej świetności naszego miasta w II połowie XIX w. Szkoda, że znikają one jedne po drugich na naszych oczach. Dobrze, że pozostają na ekslibrisach Kazimierza Zbigniewa Łońskiego – napisano w katalogu wystawy „Łódzkie zabytki na ekslibrisach Kazimierza Zbigniewa Łońskiego”.

## Publikacje
- współautor Łódzkie tramwaje na ekslibrisach Kazimierz Zbigniew Łoński, Mirosław Zbigniew Wojalski, Łódź 2002,katalog wystawy w Widzewskiej Galerii Ekslibrisu w Łodzi z okazji Łódzkich Dni Opieki nad Zabytkami grudzień 2001 i 18-lecia Towarzystwa Opieki nad Zabytkami w Łodzi w grudniu 2001, ISBN 83-86699-20-5.